# Renée Doria
Renée Doria, all'anagrafe Renée Dumazert (Perpignan, 13 febbraio 1921 – Coulommiers, 6 marzo 2021) è stata un soprano di coloratura francese.

## Biografia
Dopo gli studi canori con Umberto Valdarmini, fece il suo debutto sulle scene nel 1942 all'Opéra de Marseille come Rosina ne Il barbiere di Siviglia. Dopo aver cantato come Costanza ne Il ratto dal serraglio a Cannes con Reynaldo Hahn e i ruoli delle tre eroine ne I racconti di Hoffmann a Strasburgo, nel 1943 esordì al Gaîté-Lyrique come Lakmé, ruolo con cui fece il suo esordio all'Opéra-Comique l'anno seguente.
Nel 1947 fece il suo debutto all'Opéra de Paris nel ruolo della Regina della Notte, tornandovi poi come Leila ne I pescatori di perle, Mireille, Marguerite in Faust, Giulietta in Romeo e Giulietta, Ofelia in Hamlet, Manon, Thaïs, Fiordiligi in Così fan tutte, Gilda in Rigoletto e Violetta ne La traviata.
Il suo repertorio annoverava una sessantina di ruoli, che spaziavano dalla musica barocca all'opera contemporanea, come L'Heure espagnole e Dialogues des Carmélites. Diede l'addio alle scene nel 1968 come Susanna a Limoges.
Morì nel 2021, poco dopo il suo centesimo compleanno.

## Discografia parziale
- 1961 - Thaïs - Robert Massard, Michel Sénéchal - Choeurs et Orchestre de Radio France, Jésus Etcheverry
- 1962 - Mireille - Renée Doria (Mireille), Michel Sénéchal (Vincent), Robert Massard (Ourrias), Solange Michel (Taven), Adrien Legros (Ramon) - Orchestre symphonique et Choeur de Paris, Jésus Etcheverry - (Accord)